# Barry (Teksas)
Barry – miasto w Stanach Zjednoczonych, w stanie Teksas, w hrabstwie Navarro.